# Lorne Carr-Harris
Lorne Carr-Harris, född 15 december 1899 i Kingston, död 7 april 1981 i Williamstown, var en brittisk ishockeyspelare. Han blev olympisk bronsmedaljör i Chamonix 1924. Williams pappa var ifrån Storbritannien, vilket gjorde att han fick spela för Storbritanniens landslag.

## Meriter
- OS-brons 1924